# Янош Сабо
Янош Сабо (угор. János Szabó, нар. 11 липня 1989, Сексард, Угорщина) — угорський футболіст, захисник клубу «Пакш». Виступав за національну збірну Угорщини.

## Ігрова кар'єра

### Клубна
Янош Сабо є вихованцем угорського клубу «Пакш». У 2008 році футболіста було переведено до першої клубної команди. Паралельно з цим Янош продовжив грати за другу команду. Першу частину сезону 2011/12 Сабо провів в оренді в клубі «Шіофок». За час виступів у складі «Пакш» Сабо вигравав Кубок ліги та двічі Кубок Угорщини.

### Збірна
З 2009 року Янош Сабо активно виступав за молодіжну збірну Угорщини. У 2009 році в складі збірної (U-20) Сабо став бронзовим призером молодіжного чемпіонату світу в Єгипті.
З 2014 по 2018 роки Сабо провів шість матчів у складі національної збірної Угорщини.

## Титули
Пакш
 Переможець Кубка ліги: 2010/11
 Переможець Кубка Угорщини (2): 2023/24, 2024/25
Угорщина (U-20)
 Бронзовий призер чемпіонату світу: 2009